# Mandres-les-Roses
Mandres-les-Roses là một xã ở ngoại ô phía đông nam của Paris, Pháp. Nó nằm cách 22,1 km (13,7 mi) tình từ trung tâm của Paris.